# Cahus
Cahus ist eine französische Gemeinde mit 185 Einwohnern (Stand 1. Januar 2022) im Département Lot in der Region Okzitanien (vor 2016: Midi-Pyrénées). Die Gemeinde gehört zum Arrondissement Figeac und zum Kanton Cère et Ségala.
Die lokale Überlieferung will den Namen der Gemeinde aus dem lateinischen cahus oder dem okzitanischen caüs (deutsch Kauz) abgeleitet wissen. Cassagne hält dagegen, dass es kein Beispiel eines französischen Toponyms gibt, das eine Ableitung des Ortsnamens von dieser Vogelart darstellt. Außerdem wird der Ort in den kirchlichen Katastern des Mittelalters in den Formen Calhus, Cautio, Caucio, Cahussio, Cautz oder Caus erwähnt. Einige Toponymisten vertreten die Theorie, dass der Namen von einem Landgut des Cabutius oder Catucius in gallorömischer Zeit stammt.
Die Einwohner werden Cahussiens und Cahussiennes genannt.

## Geographie
Cahus liegt circa 40 Kilometer nordnordwestlich von Figeac in der historischen Provinz Quercy an der nördlichen Grenze zum benachbarten Département Corrèze.
Umgeben wird Cahus von den fünf Nachbargemeinden:
|                    | Mercœur (Corrèze)                           | Camps-Saint-Mathurin-Léobazel (Corrèze) |
| Altillac (Corrèze) | Kompassrose, die auf Nachbargemeinden zeigt |                                         |
| Gagnac-sur-Cère    |                                             | Laval-de-Cère                           |

Cahus liegt im Einzugsgebiet des Flusses Dordogne.
Nebenflüsse der Cère durchqueren das Gebiet der Gemeinde,
- der Ruisseau de Langayroux, der in Cahus entspringt, und
- der Ruisseau d’Orgues mit seinen Nebenflüssen,
  - dem Ruisseau de Belpeuch und
  - dem Ruisseau de Foungalinière, der in Cahus entspringt.[3]

## Geschichte
Im Jahre 1928 wurde die Nachbargemeinde Laval-de-Cère gegründet unter Übertragung eines Teils des Gemeindegebiets von Cahus.

## Einwohnerentwicklung
Nach Beginn der Aufzeichnungen stieg die Einwohnerzahl bis zur zweiten Hälfte des 19. Jahrhunderts auf einen Höchststand von rund 1165. In der Folgezeit sank die Größe der Gemeinde bei kurzen Erholungsphasen insbesondere auch durch die Abtretung von Gemeindegebiet bei der Gründung der Nachbargemeinde Laval-de-Cère bis zur Jahrtausendwende auf rund 180 Einwohner, bevor sich eine Wachstumsphase einstellte, die heute noch anhält.
| Jahr      | 1962 | 1968 | 1975 | 1982 | 1990 | 1999 | 2006 | 2011 | 2022 |
| --------- | ---- | ---- | ---- | ---- | ---- | ---- | ---- | ---- | ---- |
| Einwohner | 283  | 253  | 201  | 203  | 201  | 179  | 189  | 189  | 185  |

## PfarrkircheSaint-Benoît
Die erstmalige Erwähnung der früheren Kirche findet sich in einer Charta von 936. Sie befand sich in der Kollation des Bischofs von Cahors. Die Überreste des einfachen Langhauses erlauben es, den ersten Ausbau der Kirche auf das 13. Jahrhundert zu datieren. Im Jahre 1537 wurde Gemäß dem Abt Clary eine Seitenkapelle oder ein Seitenschiff hinzugefügt. Umfangreiche Baumaßnahmen wurden im Jahre 1764 durchgeführt, wie das Datum auf dem Sturz eines Fensters in der Südwand belegt. Gemäß dem Abt Clary wurde im Jahre 1854 die Apsis neu gebaut.
Das Hauptschiff ist mit einem Tonnengewölbe ausgestattet, die Apsis mit einem Kesselgewölbe, die Seitenschiffe mit einem Kreuzrippengewölbe mit Liernen. Die Schlusssteine sind mit einem Kreuz, mit dem Nomen sacrum IHS oder mit dem Liliensymbol verziert. Die Kämpfer der Gewölbe sind mit Stabornamentik verziert oder in Form von menschlichen Köpfen bildhauerisch bearbeitet, wie auch an den Schlusssteinen der Bögen in den Seitenschiffen zu sehen ist.

## Wirtschaft und Infrastruktur
Cahus liegt in den Zonen AOC

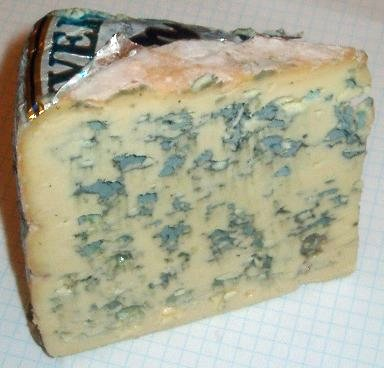
Bleu d’Auvergne

- des Bleu d’Auvergne, eines Blauschimmelkäses,
- der Noix du Périgord, der Walnüsse des Périgord und
- des Nussöls des Périgord.[7]

### Bildung
Die Gemeinde verfügt über eine öffentliche Grundschule.

### Verkehr
Cahus ist erreichbar über die Routes départementales 14 und 102 (Corrèze: D33).
Eine Linie der TER Auvergne-Rhône-Alpes, einer Regionalbahn der staatlichen SNCF, bedient die Strecke von Brive-la-Gaillarde nach Aurillac, die auch das Gebiet der Gemeinde ohne Haltepunkt durchquert. Der nächste Haltpunkt befindet sich in der Nachbargemeinde Laval-de-Cère.

## Persönlichkeiten
Anny oder Annie Flore, mit bürgerlichem Namen Marie Antoinette Quié, geboren am 28. November 1912 in Cahus, gestorben am 17. August 1985 in Boulogne-Billancourt in der Île-de-France, war eine französische Sängerin und Schauspielerin.